# Asau (Samoa)
Asau è il villaggio - capoluogo del distretto di Vaisigano, sull'isola di Savai'i, facente parte delle isole Samoa. È situato sulla costa nord-occidentale dell'isola e rappresenta il maggior centro della zona. Nel 1991 contava 1 490 abitanti.

## Storia
Asau divenne Pule (un centro amministrativo dell'isola di Savai'i), insieme a Satupa'itea, Vailoa e Safotu, nel XIX secolo, assumendo anche il titolo di capoluogo del distretto di Vaisigano.
La sua storia è strettamente correlata con l'industria del legname, in quanto la città era molto vicina a foreste native. Nel dicembre 1966, con l'approvazione del parlamento, fu proposta la costruzione di una nuova banchina ad Asau per sviluppare questa attività, grazie all'interessamento della statunitense Potlatch Forests Inc.. La proposta non fu condivisa dalla maggioranza, ma nel dicembre 1968 questa passò senza emendamenti. La Potlatch fu la prima azienda straniera a fare un grosso investimento nelle Samoa.

## Infrastrutture e trasporti
Asau è fornita di un aeroporto che la collega a Salelologa ed all'isola di Upolu, oltre che di un porto.

## Fonti
- 1 Democracy and custom in Samoa: un unusual alliance (Asofou So'o)